# Пароль — «Отель Регина»
«Пароль — „Отель Регина“» — советский художественный фильм 1983 года, снятый на киностудии «Узбекфильм». Вышел на экраны 11 июня 1984 года.

## Сюжет
Действие фильма разворачивается в 1920-е годы. Чекист Расул Хусанбеков получает задание от Чрезвычайной комиссии внедриться в Туркестанскую военную организацию, планирующую контрреволюционный переворот. Организация состоит из бывших царских офицеров и имеет поддержку со стороны басмачей и британских интервентов. В Туркестан приезжает царский генерал Красовский под именем художника Маркова со связной террористкой Барановской. Хусанбеков также отправляется в поезд под именем миллионера Курбасова. В пути он знакомится с Красовским, но по прибытии в Ташкент генерал проверяет Хусанбекова. Убедившись в надёжности «Курбасова», Красовский внедряет его в Чрезвычайную комиссию республики. Хусанбеков устанавливает связь с товарищами, получает планы восстания и способствует ликвидации заговора.

## В ролях
- Мурад Раджабов — Расул Хусанбеков (Юсуп Курбанов)
- Виктор Павлов — Геннадий Парфенович Проценко
- Леонид Кулагин — Красовский (Иннокентий Васильевич Марков)
- Светлана Коркошко — Майя Барановская
- Тамара Шакирова — Холнисо
- Юрий Гусев — Корниенко
- Виктор Шульгин — Родионов
- Сергей Пижель — Кондратович (озвучил Владимир Ферапонтов)
- Борис Новиков — Семён Соловейчик
- Саидкамиль Умаров — Гафуров (озвучил Алексей Сафонов)
- Борис Химичев — Вадим Иванович Туманов
- Хамза Умаров — Юлдаш Урунбаев (озвучил Юрий Саранцев)
- Игорь Класс — Коровин
- Борис Хмельницкий — Ларионов
- Леонид Ярмольник — чекист на вокзале
- Андрей Градов — чекист в поезде
- Шухрат Иргашев — Бурнашев
- Шариф Кабулов — Амин Кариев (озвучил Алексей Панькин)
- Фархад Хайдаров — Вахоб
- Тургун Азизов — Мирзакаримбай (озвучил Феликс Яворский)
- Михаил Калинкин — Прохоров
- Рустам Тураев — Шамсиев
- Владимир Голованов — эпизод
- Валерий Кольцов — эпизод
- Закир Муминов — эпизод
- Тухтасын Мурадов — эпизод
- Владимир Привалов — эпизод
- Виктор Ремизов — эпизод
- Владимир Теппер — эпизод
- Шухрат Умаров — эпизод
- Ахмаджон Унарбаев — эпизод
- Александр Дубровин — эпизод
- Василий Цыганков — арестованный контрреволюционер
- Назрулла Саибов — эпизод

## Съёмочная группа
- Режиссёры — Юлдаш Агзамов, Зиновий Ройзман
- Сценаристы — Артур Макаров, Михаил Мелкумов
- Операторы — Эргаш Агзамов, Мирон Пенсон
- Композитор — Румиль Вильданов
- Художник — Кахрамон Нуритдинов

## Критика
Кинокритик Всеволод Ревич в своей рецензии на страницах газеты «Советская культура», сравнивая фильм с «Преодолением», писал: "…если смотреть "Пароль — «Отель „Регина“ безотносительно ко всему сказанному, в отличие от во многом ученической работы киевлян фильм может привлечь профессионализмом, режиссёрской и сценарной техникой. Но это именно тот холодный профессионализм, который свойствен боевикам и вестернам, где герои — своего рода фигуры на шахматном поле. Но ведь это не шахматные фигуры, а люди, делавшие революцию…».

## Награды
На XVII Всесоюзном кинофестивале в Киеве актёр Мурад Раджабов был награждён дипломом жюри за главную роль в фильме «Пароль — „Отель Регина“».